# Ден Мекелер
Ден Мекелер (енгл. Dan McKellar; 17. јул 1976) аустралијски је професионални рагби тренер. Тренутно је главни тренер Брамбиса. Родио се у северном Квинсленду, а играо је рагби за Бурдекин, Виклоу, Саутс и Квинсленд редсе. Играо је на позицији стуба у Шкотској, Ирској и Аустралији. Одиграо је преко 150 утакмица за рагби тим "Саутс" из Бризбејна. Почео је да учи и стиче знања за тренера у Републици Ирској. По завршетку играчке каријере, почео је да ради као рагби тренер. Био је тренер у јапанском тиму "Ред херикејнси", као и у неколико тимова у Аустралији, пре него што је 2018. наследио Стивена Ларкама, на месту главног тренера Брамбиса. 